# Château de la Tour d'Oyré
Le château de la Tour d'Oyré est un château situé à Availles-en-Châtellerault dans le département de la Vienne.

## Localisation
Le château se situe à l'entrée d'Availles-en-Châtellerault, au bord de la D132, à quelques minutes du bourg de son village. 

## Historique
Le château est bâti aux alentours de 1180 sur la demande de Raoul de Faye-la-Vineuse, oncle d'Aliénor d'Aquitaine. Appartenant à Guillaume de Riveau au XIIe siècle, ce dernier le cède le 6 mars 1262 à Hugues de Châteauroux, évêque de Poitiers. 
Le château devient alors une maison de campagne pour l'évêché, jusqu'au 21 mai 1447 où Guillaume Gouge de Charpaignes le vend à Charles d'Anjou, avec plusieurs autres terres dont quelques propriétés de la Seigneurerie de Thuré, en échange du château d'Harcourt à Chauvigny.
Le château est inscrit au titre des monuments historiques par arrêté du 16 décembre 1987. 